# Thailandia ai Giochi della XXXIII Olimpiade
La Thailandia ha partecipato ai Giochi della XXXIII Olimpiade, svoltisi a Parigi dal 26 luglio all'11 agosto 2024, con una delegazione di 52 atleti, 24 uomini e 28 donne, in 16 sport e 18 discipline.

## Medagliere

### Per disciplina
| Sport             | Oro | Argento | Bronzo | Totale |
| ----------------- | --- | ------- | ------ | ------ |
| Taekwondo         | 1   | 0       | 0      | 1      |
| Sollevamento pesi | 0   | 2       | 1      | 3      |
| Badminton         | 0   | 1       | 0      | 1      |
| Pugilato          | 0   | 0       | 1      | 1      |
| Totale            | 1   | 3       | 2      | 6      |

### Medaglie
| Medaglia | Nome                   | Sport             | Evento                |
| -------- | ---------------------- | ----------------- | --------------------- |
| Oro      | Panipak Wongpattanakit | Taekwondo         | 49 kg femminile       |
| Argento  | Kunlavut Vitidsarn     | Badminton         | Singolo maschile      |
| Argento  | Theerapong Silachai    | Sollevamento pesi | 61 kg maschile        |
| Argento  | Weeraphon Wichuma      | Sollevamento pesi | 73 kg maschile        |
| Bronzo   | Janjaem Suwannapheng   | Pugilato          | Pesi welter femminile |
| Bronzo   | Surodchana Khambao     | Sollevamento pesi | 49 kg femminile       |

## Delegazione
| Sport              | Uomini | Donne | Totale |
| ------------------ | ------ | ----- | ------ |
| Atletica leggera   | 1      | 1     | 2      |
| Badminton          | 4      | 5     | 9      |
| Canottaggio        | 1      | 0     | 1      |
| Ciclismo           | 4      | 1     | 5      |
| Equitazione        | 0      | 1     | 1      |
| Golf               | 2      | 2     | 4      |
| Judo               | 1      | 0     | 1      |
| Nuoto              | 1      | 1     | 2      |
| Pentathlon moderno | 1      | 0     | 1      |
| Pugilato           | 3      | 5     | 8      |
| Skateboard         | 0      | 1     | 1      |
| Sollevamento pesi  | 2      | 2     | 4      |
| Taekwondo          | 1      | 2     | 3      |
| Tennistavolo       | 0      | 3     | 3      |
| Tiro               | 1      | 2     | 3      |
| Vela               | 2      | 2     | 4      |
| Totale             | 24     | 25    | 52     |